# Верхняя Подстепновка
Верхняя Подстёпновка — посёлок в Волжском районе Самарской области. Административный центр сельского поселения Верхняя Подстёпновка.

## История
В 1973 г. Указом Президиума ВС РСФСР посёлок Кряжской РТС переименован в Верхняя Подстёпновка.

## География
Находится южнее города Самары. Ближайшие сёла: Подстёпновка и Преображенка. Также рядом садово-дачные товарищества. 
Название село «Верхняя Подстёпновка» получило, так как находится выше по течению реки Подстёпновки, чем село Подстёпновка.

## Инфраструктура
- «Южное» кладбище
- дом культуры «Созвездие»
- общеобразовательная школа
- детский сад
- отделение Волжской районной больницы
- участковый пункт полиции
- производственные и ремонтные предприятия (научно-производственное объединение, фабрика спортинвентаря, предприятие систем газоснабжения, автосервис)
- транспортные компании
- продуктовый магазин
- кафе, придорожная гостиница

Малоэтажная жилая застройка.

## Транспорт
К селу ведёт Южное шоссе.
Остановочный пункт «Верхняя Подстёпновка» используют маршруты:
- пригородные автобусы № 167 и 177
- коммерческие автобусы («маршрутки») № 429 (Самара — Новокуйбышевск).

## Население
| 2010 |
| ---- |
| 1823 |

По данным администрации сельского поселения, в 2021 году в селе проживали 1642 человека, что больше, чем в 2020 году (1599) и в 2019 году.